# Chojang-dong, Jinju
Chojang-dong (koreanska: 초장동) är en stadsdel i staden Jinju i provinsen Södra Gyeongsang i den södra delen av Sydkorea, 285 km söder om huvudstaden Seoul.